# Бени-Шугран
Бени-Шугран (араб. جبال بني شقران‎, фр. Monts des Beni-Chougrane) — горный хребет на северо-западе Алжира, часть Атласской горной системы.

## География
Горы Бени-Шугран относятся к цепи Телль-Атлас. Они расположены между равниной Хабра-Сиг (на севере) и равниной Грисс (на юге). Эти горы характеризуются Средиземноморским климатом и полузасушливым ландшафтом, образованию которого способствует эрозия. Средняя высота хребта составляет 700 м; абсолютная высота доходит до 932 м в непосредственной близости от местности Эль-Бордж.
В этом горном массиве находится несколько плотин, а также равнины и крупные вади, такие как Эль-Хаммам и Фергуг. В этих районах в настоящее время проводится лесовосстановление. Общая площадь гор составляет 1618 км2 и занимает 32% от площади вилайета Маскара.